# Steph McGovern
Stephanie Rose McGovern (Middlesbrough; 31 de mayo de 1982) es una periodista y presentadora de televisión británica. Trabaja para la BBC y es la presentadora principal de BBC Breakfast.

## Primeros años
McGovern es originaria de Middlesbrough. En 1998, ganó la beca de ingeniera Arkwright debido a su potencial. A los 19 años, le fue otorgado el premio 'Young Engineer for Britain'.
Asistió a la University College London, donde, en 2005, obtuvo una licenciatura en comunicación y política científica en el Departamento de Estudios de Ciencia y Tecnología. En 2013, recibió un doctorado honorífico de la Universidad de Teesside..

## Carrera
McGovern comenzó en la BBC con el programa Tomorrow's World, antes de asegurarse un puesto como investigadora de temas de actualidad. Se convirtió en la producta principal de Today.
McGovern ha presentadora Wake Up to Money y  On the Money y ha sido la presentadora principal de BBC Breakfast's desde 2010.

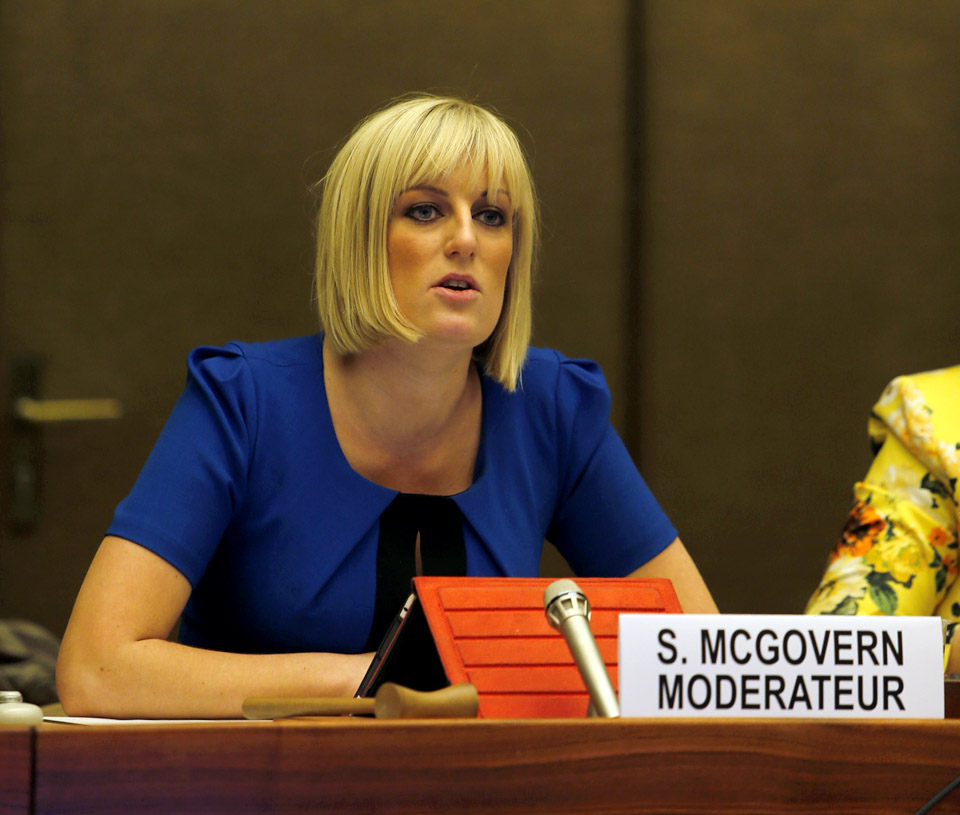
McGovern serving as a moderator at an UNCTAD conference in 2013

Presentó Pocket Money Pitch para la CBBC . Desde marzo de 2016, copresenta  Shop Well for Less junto a la Alex Jones para BBC One.  

## Vida personal
McGovern es una excampeona de baile irlandesa y a menudo asiste a competiciones como también ejerce de entrenadora. Confirmó el 24 de julio de 2019 que estaba esperando su primer hijo con su novia. Dio a luz a una niña en noviembre de 2019.

### Clips de vídeo
- Fábrica de turbina gasista en Lincoln en junio de 2012
- Birmingham Fábrica de partes automovilísticas en junio de 2012
- Bailando un irlandés jig encima Almuerzo de BBC en abril de 2012
- Mujer de BBC-llevando informe @– Steph lleva co-presentador Mike Bushell en 2012

- Datos: Q7608104
- Multimedia: Steph McGovern / Q7608104